# افیغدور (اسرائیل)
أفیغدور (به لاتین: Avigdor) یک منطقهٔ مسکونی در اسرائیل است که در جنوب واقع شده‌است.